# Cole Davis
Pour les articles homonymes, voir Davis.
Cole Davis, né le 10 juin 1999 à Folsom, est un coureur cycliste américain.

## Biographie
En 2017, Cole Davis devient champion des États-Unis sur route juniors (moins de 19 ans). L'année suivante, il rejoint la formation américaine Hagens Berman-Axeon, dirigée par Axel Merckx. 

## Palmarès
- 2016
  - 2e du Tour de Nez
- 2017
  -  Champion des États-Unis sur route juniors
  - OTF Hensley Lake Road Race
  - Wards Ferry Road Race
- 2018
  - Henleyville Road Race
- 2019
  - Tour de San Francisco
  - Oakland Grand Prix
- 2022
  - 1re étape de la Redlands Bicycle Classic
  - Championnat de Galice
  - 1re étape du Tour de La Corogne
  - 2e de la Clásica de Pascua
- 2024
  - 2e étape de la Redlands Bicycle Classic
  - 2e épreuve des Mardis Cyclistes de Lachine

## Classements mondiaux
| Année                                 | 2019  |
| ------------------------------------- | ----- |
| Classement mondial                    | 2808e |
| UCI America Tour                      | 463e  |
|                                       |       |
| Légende : nc = non classéSource : UCI |       |